# Abd ar-Rahman al III-lea
Abd ar-Rahman al III-lea (în arabă: عبد الرحمن الثالث) a fost un emir (n. 7 ianuarie 891, Cordoba - d. 15 octombrie 961, Medina Azahara) și primul calif (929-961) al Cordobei, în Spania.
„Am domnit mai bine de cincizeci de ani în victorie și pace, iubit de supuși, temut de dușmani și respectat de aliați. Bogățiile și onorurile, puterea și plăcerea au venit la cuvântul meu, nicio binecuvântare de pe pământ nelipsind pentru fericirea mea. În această situație, am numărat cu grijă zilele de bucurie pură și adevărată care mi-au fost hărăzite: au fost paisprezece. O, omule, nu te încrede în lumea de azi!”

## Politică

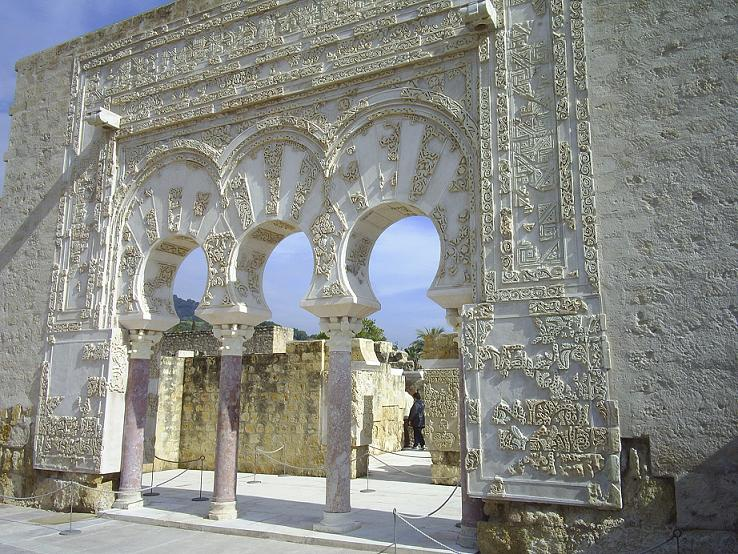
Poarta primului ministru, la Medina Azahara, oraș fondat de Abd ar-Rahman al III-lea

Abd ar-Rahman al III-lea este cel de-al optulea emir omeyad, fiind cel de-al șaptelea descendent din Abd ar-Rahman.
A restabilit unitatea statului și a încurajat arta și știința. Abd ar-Rahman III reprezintă apogeul civilizației maure, fiind „un domnitor, luptător și cârmuitor de același nivel cu, de exemplu, Napoleon Bonaparte” după aprecierea lui Hervás Javega. Deși în timpul domniei sale războiul a fost aproape necontenit, Spania maură a atins punctul său culminant în ce privește puterea și cultura. Iar începutul lui 929 marchează schimbarea de la emirat la califat: Abd ar-Rahman al III-lea se declară el însuși calif (prinț al credincioșilor, apărător al credinței și altele), fiind astfel de același rang și nemaifiind supus califului abbasid din Bagdad.

## Istoric
- În 912, ajunge la putere, succedând pe bunicul său, Abdulla (Abd-Allâh ibn Mohammed), căruia niciun fiu nu i-a supraviețuit, toți fiind executați sau otrăviți.
- Pacifică provincia Alpujarras. Recapturează orașele musulmane din Spania.
- În 920 obține o victorie împotriva bascilor si leonezilor lângă Pamplona, oraș pe care îl cucerește în 924.
- În 929 Ramiro I de León invadează teritoriul califului și cucerește Talavera, dar în final este înfrânt. Abd ar-Rahman cucerește Beja, folosind în acest scop catapulte (mangonel).
- În 930 forțează, prin blocadă și asediu, Toledo să capituleze, după o revoltă care a durat nu mai puțin de 45 de ani.
- În 931 cucerește Ceuta în Maroc.
- În 938 intră în regatul León, cucerește, pierde și recucerește Zamora.
- În 943 încheie un armistițiu de 5 ani, pentru a permite intervenția în Maroc între idrisizi și fatimizi, ocupând Tanger (951), Ceuta și Fès.
- În 960 pierde Marocul, cu excepția unei fâșii lângă coastă, dar în curând trimite în Africa o puternică armată, recucerind Fes și tot ce a pierdut.
- În 961 moare, în vârstă de 70 de ani, lăsând puterea fiului său, al-Hakam II.